# Živojin Pavlović
Živojin „Žika” Pavlović, serb. Живојин Жика Павловић (ur. 15 kwietnia 1933 w Šabacu, zm. 29 listopada 1998 w Belgradzie) – serbski reżyser i scenarzysta filmowy. Był także uznanym pisarzem i zdobył dwie nagrody literackie NIN.

## Życiorys
Jeden z głównych przedstawicieli jugosłowiańskiej czarnej fali w kinie lat 60. i 70. XX w. W swoich wielokrotnie nagradzanych filmach portretował ciężkie życie w Jugosławii z perspektywy ludzi wykluczonych i pozbawionych wszelkich przywilejów.
Laureat Srebrnego Niedźwiedzia dla najlepszego reżysera na 17. MFF w Berlinie za film Przebudzenie szczurów (1967). Jego kolejne filmy również cieszyły się uznaniem: Kiedy będę martwy i biały (1967) przyniósł mu Nagrodę FIPRESCI na MFF w Karlowych Warach, Zasadzka (1969) zdobyła Nagrodę CIDALC na 30. MFF w Wenecji, a Czerwone kłosy (1970) – Nagrodę CIDALC na 21. MFF w Berlinie.

## Filmografia
- Zwali go Al Capone, 1964[1]
- Nieprzyjaciel, 1965[1]
- Przebudzenie szczurów, 1967[1]
- Kiedy będę martwy i biały, 1968[1]
- Zasadzka, 1969[1]
- Czerwone kłosy, 1971[1]
- Lot martwego ptaka, 1973[1]